# 石林彝族自治县民族中学
石林彝族自治县民族中学简称石林民中，是中國云南省石林彝族自治县的一所中学，属云南省一级三等完全中学，是云南省人民政府定点41所全寄宿制中小学之一、全国民族中学常务理事校。

## 历史
石林彝族自治县民族中学的前身云南省圭山小学校创办于1937年，由张冲创办，校址在今石林县城以东18千米的维则村。1950年增设初中部，定名为云南省立圭山初级中学，原小学称小学部，成为中学的附属小学。1958年增设高中班，升格为云南省立圭山中学。1972年改称路南县第二中学，1980年，云南省人民政府批准为省定点寄宿制民族中学。1987年校址从维则村搬迁到县城的阿诗玛南路口。:194-196:84现址在石林县民中路。